# Can Riera Moliner
Can Riera Moliner és una masia de Montseny (Vallès Oriental) inclosa a l'Inventari del Patrimoni Arquitectònic de Catalunya.

## Descripció
Masia de tipus basilical, un dels laterals és menor que l'altre. La porta té 9 dovelles, i una inscripció amb l'any 1787. Sobre la porta hi ha una finestra bellament porticada. El cos central té la teulada a dues vessants. El ràfec és bastant sortint. La majoria de finestres són allindades, excepte una a la planta baixa que és de volta d'arc de mig punt.

## Història
El 1515 figura un home anomenat Anthoni Riera Moliner. Per altra banda la inscripció de la porta indica l'any 1787.